# اوتو یونگتوو
اوتو یونگتوو (انگلیسی: Otto Jungtow; ۲۹ دسامبر ۱۸۹۲ – ۱۳ مارس ۱۹۶۱) بازیکن فوتبال اهل آلمان بود.
از باشگاه‌هایی که در آن بازی کرده‌است می‌توان به هرتابرلین اشاره کرد.
وی همچنین در تیم ملی فوتبال آلمان بازی کرده است.